# Siegfried Sellitsch
Siegfried Sellitsch (* 2. September 1940 in Graz) ist ein ehemaliger österreichischer Manager, der im Vorstand, Aufsichtsrat und Verwaltungsrat zahlreicher österreichischer Unternehmen, insbesondere in der Bank- und Versicherungsbranche, tätig war.

## Werdegang
Nach der Volksschule in Fürstenfeld Besuch des Bundesrealgymnasiums in Graz; Matura ebendort 1958. Danach Studium der Wirtschaftswissenschaften (Betriebswirtschaft) an der Hochschule für Welthandel; Abschluss 1962 als Diplomkaufmann. Doktoratsstudium der Rechtswissenschaften an der Universität Wien (Promotion zum Dr. iuris, 1975).

## Berufliche Positionen
Ab 1966 war er bei der Wiener Städtischen Wechselseitigen Versicherungsanstalt tätig, und zwar ab 1973 als Generalsekretär und ab 1979 als Vorstandsmitglied (davon 1989–2005 als Vorstandsvorsitzender).
Weiters war er 1972–1977 Vorstandsmitglied der AngloDanubianLloyd Versicherung AG und 1994–2001 Vorstandsvorsitzender der Wiener Städtischen Allgemeinen Versicherung AG.
Daneben war er in zahlreichen Unternehmen als Aufsichtsrat oder Aufsichtsratsvorsitzender tätig, unter anderem bei Bank Austria, bene, Siemens Austria, Grundig, Strabag, Wüstenrot Bausparkasse, Unilever Austria, VA Technologie, Böhler-Uddeholm, BAWAG und weitere.

## Weitere Funktionen
Er war unter anderem Vorsitzender des Verbandes der Versicherungsunternehmen Österreichs, stellvertretender Vorsitzender des Kuratoriums für Verkehrssicherheit, Vorsitzender des Kuratoriums der Museen der Stadt Wien, Vorstandsmitglied der Aktuarvereinigung Österreichs, Generalrat der OeNB, Universitätsrat der TU Wien (2008–2013 als Vorsitzender), Obmann des Samariterbundes Wien.
Weiters bekleidet bzw. bekleidete er Funktionen in der Ludwig Boltzmann Gesellschaft, im Club of Rome Austrian Chapter, in der Österreichischen Gesellschaft für Versicherungsfachwissen, Kuratorium für Adolf Schärf Studentenheime, Gesellschaft der Freunde der bildenden Künste, Wiener Symphoniker, Kuratoriumsmitglied im Jubiläumsfonds der Stadt Wien für die Wirtschaftsuniversität.

## Ehrungen
Siegfried Sellitsch ist Träger mehrerer Auszeichnungen, unter anderem:
- Ehrensenator der TU Wien (1990)
- Aufnahme in die Insurance Hall of Fame der iis International Insurance Society in Chicago[3][4]
- Goldenes Ehrenzeichen des Landes Salzburg (2000)[5]
- Großes Goldenes Ehrenzeichen für Verdienste um die Republik Österreich (2000)[6]
- Großes Goldenes Ehrenzeichen des Landes Steiermark (1990)[7]
- Goldenes Ehrenzeichen des Landes Oberösterreich (2000)[8]
- Ehrenbürger der Karl-Franzens-Universität Graz (1985)[9]